# Вяжище (Гдовский район)
Вяжище — деревня в Гдовском районе Псковской области России. Входит в состав Добручинской волости.

## География
Деревня находится в северной части Псковской области, в зоне хвойно-широколиственных лесов, на расстоянии примерно 25 километров к северу от города Гдова, административного центра района, в 13 км к северо-западу от волостного центра, деревни Добручи. В 2 км к западу находится Чудское озеро.

### Климат
Климат характеризуется как умеренно континентальный, с относительно коротким тёплым летом и продолжительной, как правило, снежной зимой. Средняя многолетняя температура самого холодного месяца (января) составляет −8°С, температура самого тёплого (июля) — +17,4°С. Среднегодовое количество осадков — 684 мм.

## Население
| 2001 | 2002 | 2010 |
| ---- | ---- | ---- |
| 5    | →5   | ↘3   |

## Транспорт
Просёлочные дороги.